# Церкви Мариинского Посада
Церкви Мариинского Посада.
В 1925 году после образования Чувашской республики на её территории находилось 338 культовых зданий. Из них к православию относилось 7 монастырей и 299 церквей. В городе Мариинском Посаде было три каменных православных церкви.

## Троицкая церковь
Четырёхпрестольный храм в честь святой Троицы. Он был построен в 1720 году на средства народа. В 1935 году была разрушена 42-метровая пятиярусная колокольня (самое высокое здание в городе), на месте которой построили баню. Позднее в здании оставшегося храма располагался пищекомбинат. В настоящее время церковь почти полностью восстановлена и в ней проводятся службы.

## Церковь Казанской иконы Божией Матери

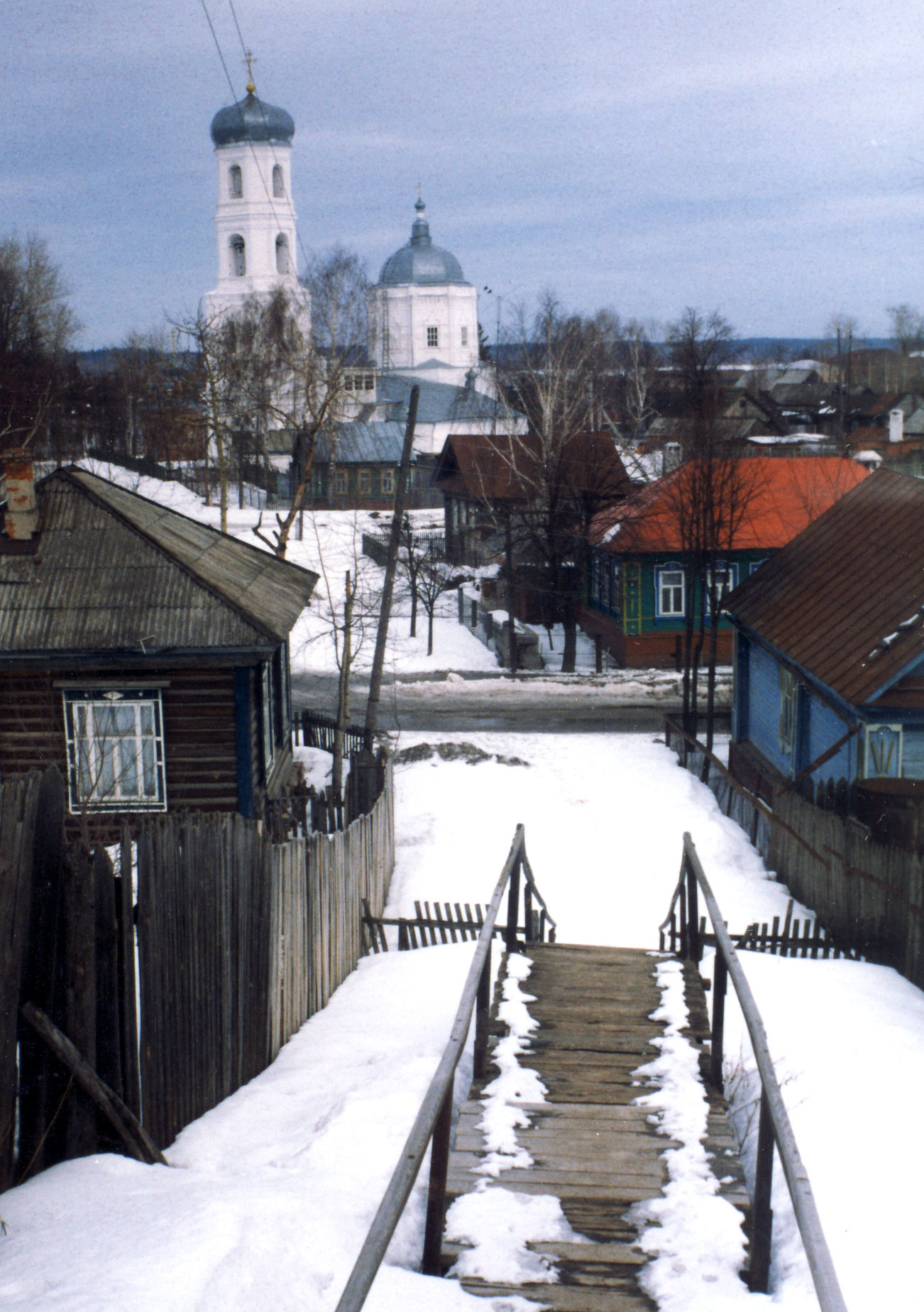

Церковь была построена на средства прихожан в 1761 году. Северный придел и колокольня были пристроены в 1889 году. Приделы построены на средства купца Лаврентия Матвеевского. Церковь четырёхпрестольная. Приделы освящены в честь святого Николая Чудотворца и святого великомученика Лаврентия. В связи с 900-летием Крещения Руси в колокольне создали храм в честь святого равноапостольного князя Владимира.
В 1930 году храм закрыли и разграбили, а здание осквернили: отдали под столовую, потом сделали там АТС, конюшню, кузницу и зерновой склад, а позже и вовсе забросили.
В 1989 году церковь стала возрождаться и была зарегистрирована в министерстве юстиции Чувашской Республики. 19 мая на день Святого Духа отслужили первый молебен с участием митрополита Варнавы. В настоящее время церковь почти полностью восстановлена и в ней проводятся службы.

## Церковь Успения Пресвятой Богородицы
Построена в 1856—1863 годах на средства купца А. З. Майорова. Трёхпрестольная, а именно: успения Пресвятой Богородицы, Воздвижения Креста Господня и Святого Георгия Победоносца. Иконостас у неё трёхъярусный. Колокольня также трехъярусная. В 1930 году церковь была снесена до основания. Из кирпичей построили городскую баню на фундаменте колокольни Свято-Троицкого собора. Кирпичи от колокольни также пошли на строительство бани. В июне 2007 года церковь списали с учёта единого регистрационного органа за бездействие приходского совета.
С 1925—1930 годов были закрыты в Чувашии 37 церквей. Все 3 церкви в городе Мариинский Посад были закрыты и разграблены за 1-2 года (1930—1931). Также было полностью уничтожено и разграблено дореволюционное кладбище, где стояла Успенская церковь. В настоящее время она безвозвратно утрачена.